# Tale e quale show - Il torneo
Tale e quale show - Il torneo è stato uno spin-off del programma Tale e quale show che è andato in onda dal 9 novembre 2012 al 10 novembre 2023 su Rai 1 con la conduzione di Carlo Conti.

## Il programma
Dalla seconda alla tredicesima edizione al termine del programma è stato indetto un mini-torneo, noto appunto come Tale e quale show - Il torneo, in cui si sfidavano i migliori classificati dell'edizione appena terminata con i migliori classificati dell'edizione precedente per decretare il campionissimo delle due serie prese in considerazione.

## Giuria
| Giuria               | Edizioni | Edizioni | Edizioni | Edizioni | Edizioni | Edizioni | Edizioni | Edizioni | Edizioni | Edizioni | Edizioni | Edizioni | Totale |
| Giuria               | 1ª       | 2ª       | 3ª       | 4ª       | 5ª       | 6ª       | 7ª       | 8ª       | 9ª       | 10ª      | 11ª      | 12ª      | Totale |
| -------------------- | -------- | -------- | -------- | -------- | -------- | -------- | -------- | -------- | -------- | -------- | -------- | -------- | ------ |
| Loretta Goggi        |          |          |          |          |          |          |          |          |          |          |          |          | 12     |
| Giorgio Panariello   |          |          |          |          |          |          |          |          |          |          |          |          | 6      |
| Claudio Lippi        |          |          |          |          |          |          |          |          |          |          |          |          | 4      |
| Christian De Sica    |          |          |          |          |          |          |          |          |          |          |          |          | 4      |
| Vincenzo Salemme     |          |          |          |          |          |          |          |          |          |          |          |          | 3      |
| Cristiano Malgioglio |          |          |          |          |          |          |          |          |          |          |          |          | 3      |
| Enrico Montesano     |          |          |          |          |          |          |          |          |          |          |          |          | 2      |
| Gigi Proietti        |          |          |          |          |          |          |          |          |          |          |          |          | 1      |
| Claudio Amendola     |          |          |          |          |          |          |          |          |          |          |          |          | 1      |

## Edizioni
| Edizione | Conduzione  | Periodo          | Periodo          | Puntate | Concorrenti | Giuria        | Giuria             | Giuria               | Vincitore           | Sede | Regia              | Rete  | Studio televisivo                               | Ascolti        | Ascolti |
| Edizione | Conduzione  | Inizio           | Fine             | Puntate | Concorrenti | Giuria        | Giuria             | Giuria               | Vincitore           | Sede | Regia              | Rete  | Studio televisivo                               | Telespettatori | Share   |
| -------- | ----------- | ---------------- | ---------------- | ------- | ----------- | ------------- | ------------------ | -------------------- | ------------------- | ---- | ------------------ | ----- | ----------------------------------------------- | -------------- | ------- |
| 1ª       | Carlo Conti | 9 novembre 2012  | 30 novembre 2012 | 4       | 10          | Loretta Goggi | Claudio Lippi      | Christian De Sica    | Giò Di Tonno        | Roma | Maurizio Pagnussat | Rai 1 | Studios (ex De Paolis)                          | 6 183 000      | 24,41%  |
| 2ª       | Carlo Conti | 22 novembre 2013 | 6 dicembre 2013  | 3       | 10          | Loretta Goggi | Claudio Lippi      | Christian De Sica    | Attilio Fontana     | Roma | Maurizio Pagnussat | Rai 1 | Studio 5 degli Studi televisivi Fabrizio Frizzi | 6 916 000      | 28,71%  |
| 3ª       | Carlo Conti | 14 novembre 2014 | 28 novembre 2014 | 3       | 12          | Loretta Goggi | Claudio Lippi      | Christian De Sica    | Serena Rossi        | Roma | Maurizio Pagnussat | Rai 1 | Studio 5 degli Studi televisivi Fabrizio Frizzi | 6 114 000      | 26,53%  |
| 4ª       | Carlo Conti | 30 ottobre 2015  | 20 novembre 2015 | 4       | 12          | Loretta Goggi | Claudio Lippi      | Gigi Proietti        | Valerio Scanu       | Roma | Maurizio Pagnussat | Rai 1 | Teatro 9 degli Studios (ex De Paolis)           | 5 283 000      | 23,43%  |
| 5ª       | Carlo Conti | 11 novembre 2016 | 25 novembre 2016 | 3       | 12          | Loretta Goggi | Enrico Montesano   | Claudio Amendola     | Deborah Iurato      | Roma | Maurizio Pagnussat | Rai 1 | Teatro 9 degli Studios (ex De Paolis)           | 5 032 000      | 22,82%  |
| 6ª       | Carlo Conti | 17 novembre 2017 | 1º dicembre 2017 | 3       | 12          | Loretta Goggi | Enrico Montesano   | Christian De Sica    | Marco Carta         | Roma | Maurizio Pagnussat | Rai 1 | Studio 5 degli Studi televisivi Fabrizio Frizzi | 4 869 000      | 22,75%  |
| 7ª       | Carlo Conti | 2 novembre 2018  | 23 novembre 2018 | 4       | 12          | Loretta Goggi | Giorgio Panariello | Vincenzo Salemme     | Federico Angelucci  | Roma | Maurizio Pagnussat | Rai 1 | Studio 5 degli Studi televisivi Fabrizio Frizzi | 4 336 000      | 21,44%  |
| 8ª       | Carlo Conti | 25 ottobre 2019  | 8 novembre 2019  | 3       | 12          | Loretta Goggi | Giorgio Panariello | Vincenzo Salemme     | Antonio Mezzancella | Roma | Maurizio Pagnussat | Rai 1 | Studio 5 degli Studi televisivi Fabrizio Frizzi | 4 118 000      | 20,54%  |
| 9ª       | Carlo Conti | 30 ottobre 2020  | 20 novembre 2020 | 4       | 10          | Loretta Goggi | Giorgio Panariello | Vincenzo Salemme     | Lidia Schillaci     | Roma | Maurizio Pagnussat | Rai 1 | Studio 5 degli Studi televisivi Fabrizio Frizzi | 4 116 000      | 18,40%  |
| 10ª      | Carlo Conti | 19 novembre 2021 | 19 novembre 2021 | 1       | 11          | Loretta Goggi | Giorgio Panariello | Cristiano Malgioglio | Gemelli di Guidonia | Roma | Maurizio Pagnussat | Rai 1 | Studio 5 degli Studi televisivi Fabrizio Frizzi | 4 056 000      | 21,10%  |
| 11ª      | Carlo Conti | 18 novembre 2022 | 18 novembre 2022 | 1       | 12          | Loretta Goggi | Giorgio Panariello | Cristiano Malgioglio | Antonino Spadaccino | Roma | Maurizio Pagnussat | Rai 1 | Studio 5 degli Studi televisivi Fabrizio Frizzi | 4 780 000      | 28,70%  |
| 12ª      | Carlo Conti | 10 novembre 2023 | 10 novembre 2023 | 1       | 11          | Loretta Goggi | Giorgio Panariello | Cristiano Malgioglio | Ilaria Mongiovì     | Roma | Maurizio Pagnussat | Rai 1 | Studio 5 degli Studi televisivi Fabrizio Frizzi | 3 962 000      | 25,92%  |